# New Democratic Party (St. Vincent und die Grenadinen)
Die New Democratic Party (NDP) ist eine gemäßigte konservative Partei in St. Vincent und den Grenadinen. Die Partei wird von Godwin Friday geleitet. Sie ist derzeit die offizielle Opposition im House of Assembly.

## Geschichte
Die New Democratic Party wurde am 3. Dezember 1975 in Kingstown gegründet. Der damalige Parteiführer war James Fitz-Allen Mitchell („Son Mitchell“).
1979 trat die New Democratic Party bei den Wahlen an und errang zwei von damals 13 Sitzen im Parlament.
Fünf Jahre später konnte die NDP neun der dreizehn Sitze erringen. Mitchell wurde der zweite Premierminister. Durch eine Nachwahl, als der damalige Parteiführer der Labour Party Hon. Robert Milton Cato seine politische Karriere beendete, konnte die NDP einen zusätzlichen Sitz gewinnen.
Die NDP ist die erste und einzige Partei in St. Vincent und den Grenadinen, welche in nationalen Wahlen in allen Wahlkreisen einmal Sitze gewinnen konnte.
Die Entwicklung der Bananen- und der Tourismusindustrie waren in dieser Zeit die Hauptsäulen der wirtschaftlichen Entwicklung und die New Democratic Party förderte diese Entwicklung nach Kräften.
Als Sir James Mitchell seine Wählbarkeit aufgab, wurde Hon. Arnhim Ulric Eustace Präsident der NDP und übernahm auch das Amt als dritter Premierminister. Er war dann auch Führer der parlamentarischen Opposition seit 2001.
Unter Eustaces Führung wuchs die NDP und entwickelte sich stärker demokratisch. Die Central Executive und die Parteidelegierten wurden stärker in die Wahl und Auswahl der Parteifunktionäre involviert.
2016 trat Arnhim Eustace zurück. Seither ist Godwin Friday der neue Parteiführer.

## Wahlgeschichte

### House of Assembly
| Wahlen | Parteiführer              | Stimmen | %       | Sitze | ±   | Position | Ergebnis            |
| ------ | ------------------------- | ------- | ------- | ----- | --- | -------- | ------------------- |
| 1979   | James Fitz-Allen Mitchell | 9,022   | 27,4 %  | 2/13  | ▲ 2 | ▲ 2.     | Opposition          |
| 1984   | James Fitz-Allen Mitchell | 21,700  | 51,4 %  | 9/13  | ▲ 7 | ▲ 1.     | Majority government |
| 1989   | James Fitz-Allen Mitchell | 29,079  | 66,3 %  | 15/15 | ▲ 6 | 1.       | Majority government |
| 1994   | James Fitz-Allen Mitchell | 25,789  | 54,9 %  | 12/15 | ▼ 3 | 1.       | Majority government |
| 1998   | James Fitz-Allen Mitchell | 23,258  | 45,4 %  | 8/15  | ▼ 4 | 1.       | Majority government |
| 2001   | Arnhim Ulric Eustace      | 23,844  | 40,9 %  | 3/15  | ▼ 5 | ▼ 2.     | Opposition          |
| 2005   | Arnhim Ulric Eustace      | 25,748  | 44,68 % | 3/15  |     | 2.       | Opposition          |
| 2010   | Arnhim Ulric Eustace      | 30,568  | 48,67 % | 7/15  | ▲ 4 | 2.       | Opposition          |
| 2015   | Arnhim Ulric Eustace      | 31,027  | 47,37 % | 7/15  |     | 2.       | Opposition          |
| 2020   | Godwin Friday             | 32,847  | 50,34 % | 6/15  | ▼ 1 | 2.       | Opposition          |